# جوني كان
جوني كان (بالإنجليزية: Jonny Kane)‏ هو سائق سيارة سباق بريطاني، ولد في 14 مايو 1973 في Comber ‏ في المملكة المتحدة.

## وصلات خارجية
- جوني كان على موقع DriverDB.com (الإنجليزية)